# Тергу
Тергу (итал. Tergu) је насеље у Италији у округу Сасари, региону Сардинија.
Према процени из 2011. у насељу је живело 362 становника. Насеље се налази на надморској висини од 277 м.

## Становништво
Према резултатима пописа становништва 2011. у општини је живело 614 становника.
| 1931. | 1936. | 1951. | 1961. | 1971. | 1981. | 1991. | 2001. | 2011. |
| ----- | ----- | ----- | ----- | ----- | ----- | ----- | ----- | ----- |
| 558   | 582   | 611   | 574   | 552   | 546   | 530   | 570   | 614   |